# CLEAVAGE
『CLEAVAGE』（クレイヴィジ）は、2005年2月18日にアダルトゲームブランドであるEmpressで発売されたアダルトゲームであり、同作のデビュー作である。2006年にアニメ化されている。
本作には瑛里華編と沙夜香編という二つのルートがあり、沙夜香編は瑛里華編の後を描いた内容となっている。

## ストーリー
高校1年生の少年・藤堂優斗は、義姉の瑛里華に頭が上がらずに虐げられていた。しかし、心の奥底では彼女に欲情を抱いていた。
そんなある日、優斗は思いもよらぬ形で瑛里華と一線を越えてしまう。

## 登場人物
藤堂 優斗（とうどう ゆうと）
声 - 声なし（アダルトゲーム版） / 西嶋古都夫（アニメ版）
本作の主人公。高校1年生。
中性的な容貌の持ち主。家事全般は得意だが、学業は苦手。
藤堂 瑛里華（とうどう えりか）
声 - 緒田マリ
身長：167.0cm/B：99cm（Gカップ）/W：59cm/H：89cm/体重：54kg
本作のヒロイン。高校3年生。優斗の義姉で、母親の連れ子にあたる。アニメ版では有紀にキスをされて危うく一線を越えそうになり、沙夜香とも同性愛の関係にある。
人並み外れたプロポーションを持つ、才色兼備な美女。
市ノ瀬 沙夜香（いちのせ さやか）
声 - 奥田香織
身長：163.0cm/B：101cm（Iカップ）/W：61cm/H：91cm/体重：54kg
本作のもう1人のヒロイン。優斗らの通う学園の音楽教師（アニメ版では美術教師）。セックスの相手として優斗と肉体関係を結んだが、次第に彼に手料理をふるまうなど単なる肉体関係以上の愛情を見せることもある。
森川 有紀（もりかわ ゆき）
声 - 真優（アダルトゲーム版） / 笹野葉月（アニメ版）
身長：159.0cm/B：86cm（Dカップだが、Cカップに少し近い感じ）/W：60cm/H：85cm/体重：49kg
優斗の同学年の友人で、沙夜香を慕っている。性的なものであっても優斗の相談には乗ってくれるものの、勘違いが激しく、トラブルに発展することが多い。アニメ版では本格的なレズビアンであり、瑛里華に積極的に迫ろうとした(様々な妨害がありキスはしたが一線を越えることには失敗した)。
久能 優一郎（くのう ゆういちろう）
声 - 声なし（アダルトゲーム版） / 安藤正輝（アニメ版）
優斗と同学年の男子生徒で、ある会社の創業者の孫。祖父の会社の支店長の娘である瑛里華とは幼少時から思いを寄せていた一方、瑛里華の義弟である優斗を憎んでおり、出来の悪い弟と呼んでは瑛里華に反論されている。
文武両道ながらも、どこか抜けたところがあるうえ、かなりの巨乳フェチでもある。

## スタッフ
- 原画：聖少女[3]
- シナリオ：鏡裕之[3]
- 音楽：NAKED LOVERS

## 制作
Empressのデビュー作である本作は、巨乳を題材としており、本作のシナリオライターである鏡裕之と原画家である聖少女はいずれも巨乳ものの作品を手掛けていることで知られている。
聖少女は制作当時の様子について、鏡はシナリオを完成させた後も原画のチェックをしていたと2022年のインタビューの中で明かしている。
聖少女はその当時のやり取りから胸に対するこだわりの強さを感じ、勉強になったと振り返っており、以降の作品で胸を用いたシチュエーションに多様性を持てるようになったとも話している。
なお制作当時、聖少女はSKUNKWORKSという別のアダルトゲームブランドに所属していたが、本作発売後に解散したのに伴い、Empressに移籍した。

## アダルトアニメ

### キャスト
- 藤堂優斗 - 西嶋古都夫
- 藤堂瑛里華 - 織田マリ
- 市ノ瀬沙夜香 - 奥田香織
- 森川有紀 - 笹野葉月
- 久能優一郎 - 安藤正輝

### スタッフ
- 原作 - 「CLEAVAGE」エンプレス
- 企画 - Show隈部、キャプテン秋山
- プロデューサー - Show隈部
- シナリオ - 伊刈真刀
- 演出・監督・絵コンテ - 近藤隆史
- 監修 - 金澤勝眞
- キャラクターデザイン - 加野晃
- メカニックデザイン・メカニック作画監督 - 岡戸智外[1]、岡戸智凱[2]
- 総作画監督 - 四季恵流
- 作画監督補佐 - 谷口繁則[2]
- 色彩設定・色指定 - 紬香子
- 特殊効果 - 小森靖彦
- 美術監督 - 池端茂
- 撮影監督 - 山田和弘[1]、関谷能弘[2]
- 編集 - 後藤正浩
- 音響監督 - 吉田和弘
- 音響制作 - U2-SAM
- 音楽 - NAKED LOVERS
- ED曲タイトル - 「輪舞〜ロンド〜」（作詞：東雅ナゴム、作曲：NAKED LOVERS）
- アニメーション制作 - studio9MAiami
- 製作 - ディースリー

### 映像ソフト
- CLEAVAGE Episode1「瑛里華」 2006年2月24日発売 DVD:WBR-016
- CLEAVAGE Episode2「沙夜香」 2006年6月23日発売 DVD:WBR-018
- CLEAVAGE ブルーレイ完全版 2010年8月13日発売 Blu-ray:WBR-B004
- CLEAVAGE 完全版 Value Price 2016年10月14日発売 DVD:WBR-088

## ノベライズ
- 『CLEAVAGE〜恋人はお姉さん』フランス書院〈美少女文庫〉、2006年1月16日発売、ISBN 4-8296-5772-3
  - 著：青橋由高／河里一伸／黄支亮、イラスト：聖少女&中務省、原作：Empress。